# Pietà (Lotto)
La Pietà è un dipinto a olio su tela (185x150 cm) di Lorenzo Lotto, databile al 1538-1545 e conservato nella Pinacoteca di Brera a Milano. È firmato "Laurentio Lotto".

## Storia
Il dipinto è citato nel libro dei conti dell'artista, come commissionato nel 1538 e completato nel 1545, per l'altare dedicato alla Pietà nella chiesa di San Paolo a Treviso, officiata dalle monache domenicane. Dopo le soppressioni napoleoniche, nel 1811 arrivò a Brera. Fu pagata 12 ducati, a fronte dei sedici inizialmente pattuiti.

## Descrizione e stile
L'opera è composta in maniera piramidale su sfondo scuro, con un'intensa accentuazione dei sentimenti tragici. Il corpo esanime di Gesù è disteso sulle gambe della vecchia Maria, che sviene sostenuta da Giovanni apostolo, dietro di lei. Ai lati, in basso, due angioletti reggono rispettivamente la testa e i polpacci di Gesù. 
L'iconografia ha precedenti fiamminghi (Rogier van der Weyden) e italiani (Compianto sul Cristo morto di Botticelli), molto rara in ambito veneziano, e denota un'intensa meditazione sul tema della morte, resa più cupa probabilmente dall'avvicinarsi della vecchiaia nell'artista.
La luce si concentra sul corpo di Cristo e si fa più soffusa sugli altri soggetti, che emergono dall'oscurità con forti accenti scultorei. Tutto è focalizzato sull'espressività spasmodica delle figure, in particolare quella di Maria e il complesso intreccio di mani, mettendo in secondo piano la cromia, peraltro ridotta, e il ricorso a dettagli decorativi.